# Tour de Bohême de l'Est 2016
Le Tour de Bohême de l'Est est une course 2.2 du calendrier UCI Europe Tour 2016 qui se déroule sur 2 étapes.
Le départ sera donné le 9 septembre 2016

## Étapes
| Étape     | Date     | Villes étapes            | type            | Distance (km) | Vainqueur d'étape | Leader du classement général |
| --------- | -------- | ------------------------ | --------------- | ------------- | ----------------- | ---------------------------- |
| 1re étape | 9 sept.  | Lázně Bělohrad – Trutnov | étape vallonnée | 159           | František Sisr    | František Sisr               |
| 2e étape  | 10 sept. | Opočno – Opočno          | étape vallonnée | 178           | Jan Tratnik       | Jan Tratnik                  |

## Déroulement de la course

### 1reétape
| \| Classement de l'étape \| Classement de l'étape \| Classement de l'étape \| Classement de l'étape \| Classement de l'étape \| \| Coureur \| Coureur \| Pays \| Équipe \| Temps \| \| --------------------- \| --------------------- \| --------------------- \| --------------------- \| --------------------- \| \| 1er \| František Sisr \| Tchéquie \| Klein Constantia \| 3 h 22 min 31 s \| \| 2e \| Jan Tratnik \| Slovénie \| Amplatz-BMC \| + 1 s \| \| 3e \| Francesc Zurita \| Espagne \| \| + 7 s \| |                 |          |                  |                 |
| |                 |          |                  |                 |
| |                 |          |                  |                 |
| Classement de l'étape |                 |          |                  |                 |
| Coureur | Coureur         | Pays     | Équipe           | Temps           |
| 1er | František Sisr  | Tchéquie | Klein Constantia | 3 h 22 min 31 s |
| 2e | Jan Tratnik     | Slovénie | Amplatz-BMC      | + 1 s           |
| 3e | Francesc Zurita | Espagne  |                  | + 7 s           |

| \| Classement général \| Classement général \| Classement général \| Classement général \| Classement général \| \| Coureur \| Coureur \| Pays \| Équipe \| Temps \| \| ------------------ \| ------------------ \| ------------------ \| ------------------ \| ------------------ \| \| 1er \| František Sisr \| Tchéquie \| Klein Constantia \| 3 h 22 min 21 s \| \| 2e \| Jan Tratnik \| Slovénie \| Amplatz-BMC \| + 5 s \| \| 3e \| Francesc Zurita \| Espagne \| \| + 13 s \| |                 |          |                  |                 |
| |                 |          |                  |                 |
| |                 |          |                  |                 |
| Classement général |                 |          |                  |                 |
| Coureur | Coureur         | Pays     | Équipe           | Temps           |
| 1er | František Sisr  | Tchéquie | Klein Constantia | 3 h 22 min 21 s |
| 2e | Jan Tratnik     | Slovénie | Amplatz-BMC      | + 5 s           |
| 3e | Francesc Zurita | Espagne  |                  | + 13 s          |

### 2eétape
| \| Classement de l'étape \| Classement de l'étape \| Classement de l'étape \| Classement de l'étape \| Classement de l'étape \| \| Coureur \| Coureur \| Pays \| Équipe \| Temps \| \| --------------------- \| --------------------- \| --------------------- \| --------------------- \| --------------------- \| \| 1er \| Jan Tratnik \| Slovénie \| Amplatz-BMC \| 4 h 15 min 24 s \| \| 2e \| Max Kanter \| Allemagne \| LKT Team Brandenburg \| + 0 s \| \| 3e \| Francesc Zurita \| Espagne \| \| + 0 s \| |                 |           |                      |                 |
| |                 |           |                      |                 |
| |                 |           |                      |                 |
| Classement de l'étape |                 |           |                      |                 |
| Coureur | Coureur         | Pays      | Équipe               | Temps           |
| 1er | Jan Tratnik     | Slovénie  | Amplatz-BMC          | 4 h 15 min 24 s |
| 2e | Max Kanter      | Allemagne | LKT Team Brandenburg | + 0 s           |
| 3e | Francesc Zurita | Espagne   |                      | + 0 s           |

## Classements finals

### Classement général
| \| Classement général \| Classement général \| Classement général \| Classement général \| Classement général \| \| Coureur \| Coureur \| Pays \| Équipe \| Temps \| \| ------------------ \| ------------------ \| ------------------ \| -------------------- \| ------------------ \| \| 1er \| Jan Tratnik \| Slovénie \| Amplatz-BMC \| 7 h 37 min 37 s \| \| 2e \| Francesc Zurita \| Espagne \| \| + 15 s \| \| 3e \| Max Kanter \| Allemagne \| LKT Team Brandenburg \| + 19 s \| |                 |           |                      |                 |
| |                 |           |                      |                 |
| |                 |           |                      |                 |
| Classement général |                 |           |                      |                 |
| Coureur | Coureur         | Pays      | Équipe               | Temps           |
| 1er | Jan Tratnik     | Slovénie  | Amplatz-BMC          | 7 h 37 min 37 s |
| 2e | Francesc Zurita | Espagne   |                      | + 15 s          |
| 3e | Max Kanter      | Allemagne | LKT Team Brandenburg | + 19 s          |

## UCI Europe Tour
Le Tour de Bohême de l'Est attribue des points pour le classement de l'UCI Europe Tour.

### Étape
| Position | Leader | 1er | 2e | 3e |
| -------- | ------ | --- | -- | -- |
| PTS UCI  | 1      | 7   | 3  | 1  |

### Général
| Position | 1er | 2e | 3e | 4e | 5e | 6e | 7e | 8e | 9e | 10e |
| -------- | --- | -- | -- | -- | -- | -- | -- | -- | -- | --- |
| PTS UCI  | 40  | 30 | 25 | 20 | 15 | 10 | 5  | 3  | 3  | 3   |